# أين كيت؟

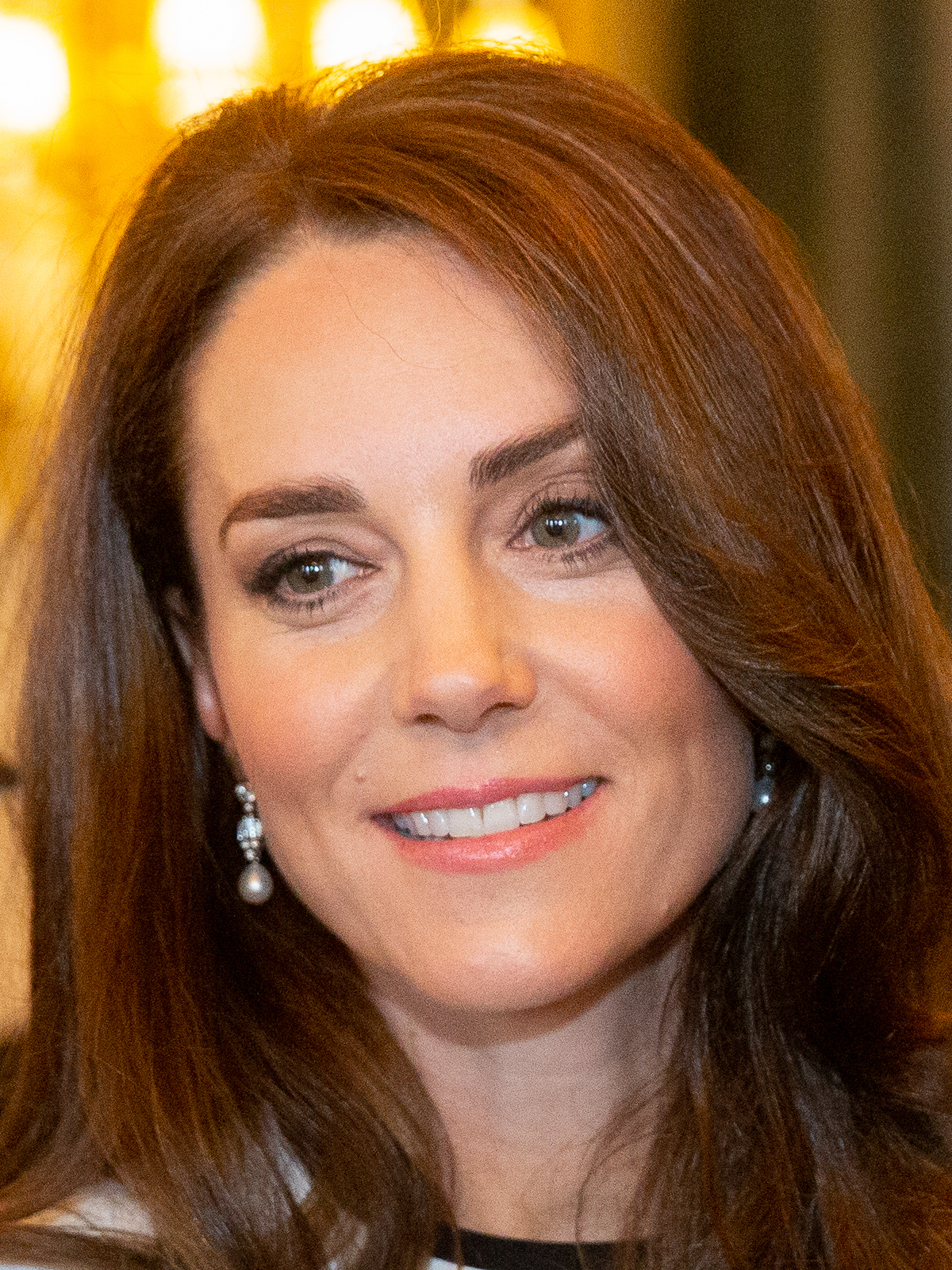
كاثرين، أميرة ويلز، في مايو 2023.

في أوائل عام 2024 ظهرت التكهنات التي تساءلت "أين كيت؟" أحاطت صحة وغياب كاثرين أميرة ويلز. بعد عدم ظهورها علنا منذ يوم عيد الميلاد عام 2023 خضعت كاثرين لعملية جراحية في البطن في عيادة لندن في 16 يناير 2024 وعادت إلى منزلها في أديلايد كوتيج في 29 يناير. وقيل إن العملية كانت مخططة وناجحة وليست مرتبطة بالسرطان. وقال بيان صادر عن قصر كنسينغتون في لندن إن كاثرين تتمنى أن تظل أمورها الصحية الخاصة غير معلنة. تزايدت التكهنات حول طبيعة صحتها بعد انسحاب زوجها الأمير ويليام فجأة من حفل تأبين قسطنطين الثاني ملك اليونان عرابه في 27 فبراير لما وصف بأنه "مسألة شخصية".
في 10 مارس وبمناسبة عيد الأم في المملكة المتحدة أصدر قصر كنسينغتون صورة لكاثرين وأطفالها. تم سحب الصورة من قبل عدة وكالات كبرى بعد ظهور تناقضات في الصورة. في اليوم التالي اعترفت كاثرين بأنها قامت بتحرير الصورة بشكل هاوي واعتذرت عن أي لبس. وفي وقت لاحق من ذلك اليوم شوهدت وهي تغادر وندسور في سيارة مع ويليام. أشار العديد من المعلقين ووسائل الإعلام إلى نظريات المؤامرة المحيطة بغيابها باسم "كاتسبيراسيس" والجدل حول الصورة باسم "كيت غيت".

## الخلفية

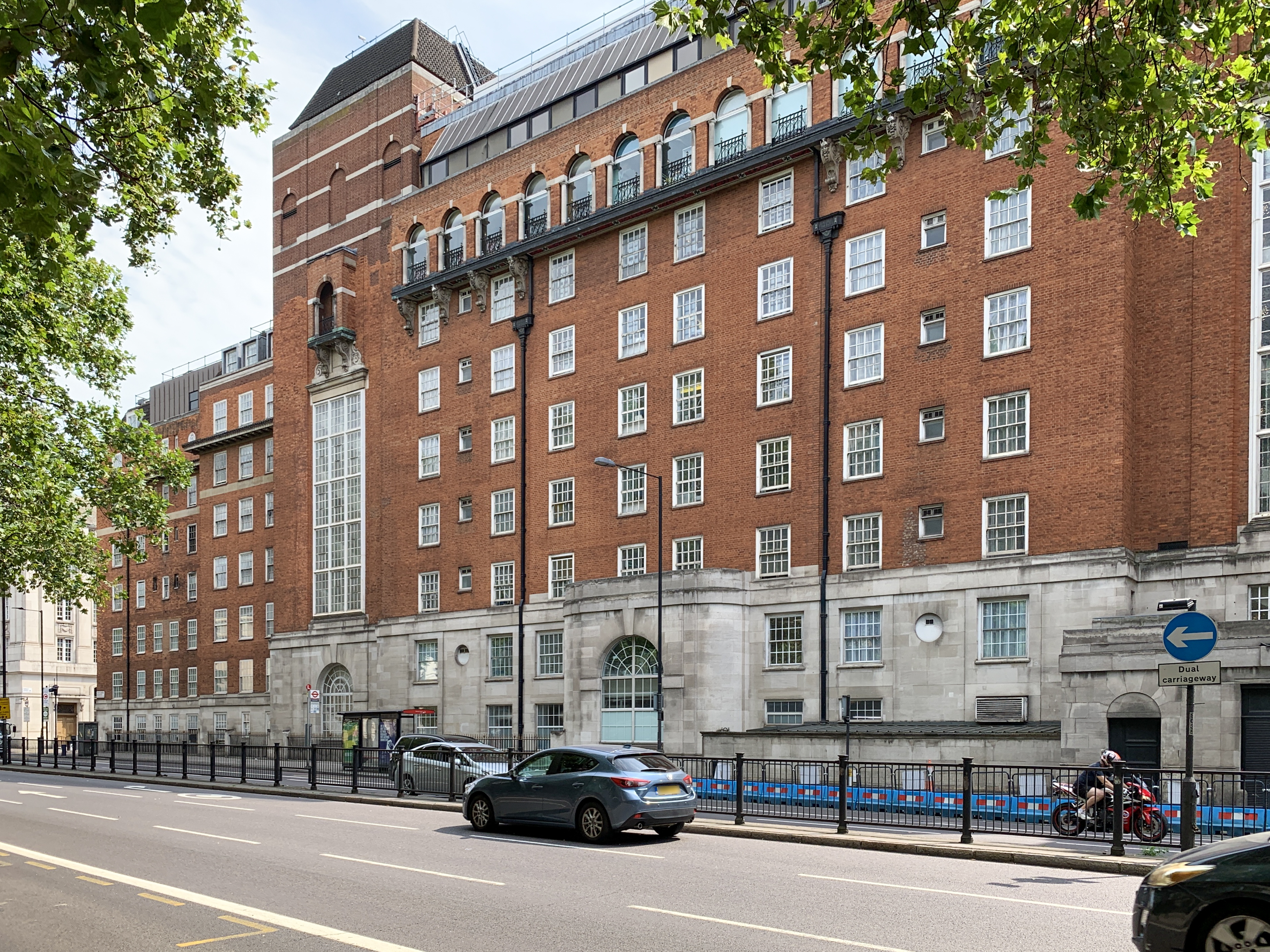
عيادة لندن.

أصدر قصر كنسينغتون في لندن بيانا في 17 يناير 2024 قال فيه إن كاثرين أميرة ويلز خضعت "لجراحة البطن المخطط لها" في عيادة لندن في اليوم السابق وستبقى في المستشفى لمدة تصل إلى أسبوعين. وجاء في البيان أنه "من غير المرجح أن تعود إلى مهامها العامة إلا بعد عيد الفصح" وأن كاثرين ترغب في عدم الكشف عن تفاصيل ظروفها الصحية. وبعد تسعين دقيقة أعلن قصر باكنغهام أن والد زوجها تشارلز الثالث سيخضع "لإجراء تصحيحي" في الأسبوع التالي بعد إصابته بتضخم البروستات الحميد. وأوضحت المصادر الملكية أن حالة كاثرين لم تكن مرتبطة بالسرطان. أثناء وجودها في المستشفى زارها زوجها ووالد زوجها.
عادت كاثرين إلى أديلايد كوتيج منزل عائلة كاثرين في وندسور هوم بارك في 29 يناير بعد ثلاثة عشر ليلة من الجراحة. وقال متحدث باسمها إنها "تحرز تقدما جيدا". قام الأمير ويليام بتأجيل واجباته مؤقتا لرعاية الأسرة وعاد في 7 فبراير لحضور حفل تنصيب. وقال قصر كنسينغتون في لندن أنه سيقدم فقط تحديثات مهمة حول تعافي كاثرين. قبل دخولها المستشفى أفادت التقارير أن كاثرين وويليام يخططان للقيام برحلة إلى الخارج في الربيع ربما إلى لاتفيا أو إيطاليا. في حين قال البيان الأولي لقصر كنسينغتون في لندن أن كاثرين لن تعود إلى مهامها الرسمية إلا بعد عيد الفصح اقترح المعلقون أن عودتها يمكن تأجيلها لبضعة أسابيع بسبب العطلات المدرسية لأطفالها الثلاثة.

## التكهنات الأولية
حتى قبل دخول كاثرين إلى المستشفى أدى غيابها العلني منذ يوم عيد الميلاد إلى تكهنات حول صحتها. في حين أن الصراحة في الكشف عن عمليتها المخطط لها كانت تعتبر غير عادية بعد دخولها المستشفى تزايدت التكهنات على وسائل التواصل الاجتماعي والصحافة الوطنية حول طبيعة علاجها. من بين نظريات المؤامرة كانت كاثرين تختبئ بعد تسريحة شعر سيئة أو تتعافى من جراحة تكبير الأرداف أو تتغلب على التوترات في زواجها. في 1 فبراير رفضت مصادر ملكية ادعاء ورد في برنامج تلفزيوني باللغة الإسبانية من قبل كونشا كاليخا بأن كاثرين كانت في غيبوبة ووصفت ذلك بأنه "مختلق تماما".
أدت عدة أحداث إلى زيادة التكهنات حول غياب كاثرين. في 27 فبراير مع إشعار قبل أقل من ساعة انسحب ويليام من قداس الشكر لقسطنطين الثاني ملك اليونان عرابه والذي كان من المقرر أن يقرأ فيه. وأرجع بيان صادر عن قصر كنسينغتون في لندن الإلغاء إلى "مسألة شخصية". أثار الإلغاء المفاجئ تكهنات بأن الأمر مرتبط بصحة كاثرين. وقالت مصادر ملكية إنها كانت في حالة جيدة وأن غيابها المستمر كان وفقا للجدول الزمني للتعافي. في 4 مارس نشرت صحيفة تي ام زيوهي صحيفة فضائح أمريكية أول صورة لكاثرين منذ يوم عيد الميلاد عام 2023. في الصورة التي التقطها المصورون كانت ترتدي نظارة شمسية في مقعد الراكب الأمامي لسيارة تقودها والدتها كارول ميدلتون. لم تقم المؤسسات الإخبارية البريطانية بتوزيع الصورة لأنها انتهكت إرشادات الخصوصية الخاصة بها. في 5 مارس أزال الجيش البريطاني ادعاء من موقع وزارة الدفاع على الإنترنت بأن كاثرين ستحضر حفل استعراض الراية في 8 يونيو. لم تتم الموافقة على الإعلان من قبل قصر كنسينغتون في لندن.
في اليوم التالي قال خال كاثرين غاري جولدسميث إنها كانت تتلقى "أفضل رعاية في العالم" في حلقة متلفزة من برنامج مشاهير بيغ براذر. اقترح جولدسميث أن "نوعا من قواعد الآداب" يمنعه من الكشف عن مزيد من التفاصيل. في نفس اليوم ردا على هذه التكهنات نقلت مجلة بيبول عن متحدث ملكي قوله إن "تركيز ويليام ينصب على عمله وليس على وسائل التواصل الاجتماعي".
كان غياب كاثرين يتناقض مع رؤية تشارلز وانفتاحه بشأن معاملته. دافع بعض المعلقين عن خصوصيتها منتقدين التكهنات واقترحوا أن المقارنات مع تشارلز كانت غير عادلة نظرا لأدوارهم المختلفة. أدت المخاوف الصحية لكلا أفراد العائلة المالكة إلى تكهنات حول قدرة الأسرة على مواصلة واجباتها العامة. قالت كاثرين ماير كاتبة سيرة تشارلز إن هذه التكهنات كشفت "كيف تحولت العائلة المالكة من عدد كبير جدا من الأشخاص إلى عدد قليل جدا في فترة زمنية قصيرة".

## صورة عيد الأم

### النشر
في 10 مارس بمناسبة عيد الأم في المملكة المتحدة نشرت حسابات وسائل التواصل الاجتماعي للويلزيين صورة لكاثرين وهي جالسة على كرسي ومحاطة بأطفالها. النص المصاحب للمنشور الموقع من كاثرين يشكر جميع المهنئين على دعمهم المستمر ويتمنى للجميع عيد أم سعيدا. كانت هذه أول صورة رسمية لكاثرين يتم إصدارها منذ يوم عيد الميلاد وظهرت على الصفحات الأولى للصحف والمواقع الإخبارية على الإنترنت. واعتبر نشر الصورة بمثابة محاولة للحد من التكهنات بشأن مكان وجود كاثرين وحالتها.
تم التقاط الصورة باستخدام كاميرا Canon 5D Mark IV الرقمية مع عدسة كانون مقاس 50 مم (2.0 بوصة). وذكر قصر كنسينغتون في لندن أن الصورة التقطت في عام 2024 بواسطة ويليام. ولم يكن من غير المعتاد أن تنشر العائلة صورا التقطها أفراد الأسرة بدلا من الصور الفوتوغرافية الاحترافية بدءا من أول صورة رسمية للمولود الجديد الأمير جورج والتي التقطها مايكل ميدلتون والد كاثرين. قامت شركة رابطة الصحافة للإعلام بتوزيع الصورة على وسائل الإعلام البريطانية الأخرى الخاضعة للحظر.

### السحب والاعتذار
في وقت لاحق من ذلك المساء سحبت وكالة أسوشيتد برس الصورة مشيرة إلى أن "المصدر تلاعب بالصورة". حذت وكالات أخرى حذوها مع إشعارات التلفيق بما في ذلك رويترز ووكالة فرانس برس وصور غيتي والوكالة الأوروبية للصور الصحفية. وقالت رابطة الصحافة للإعلام إنها اتصلت بقصر كنسينغتون في لندن بشأن المخاوف لكنها لن تسحب الصورة. وبعد عدم تلقي مثل هذا التوضيح قامت أيضا بسحب الصورة. ظهرت الكارثة على الصفحات الأولى من الصحف الشعبية والصحف البريطانية الكبرى في 11 مارس بما في ذلك ذا صن وديلي تلغراف وديلي ميرور ومترو.
قالت كاثرين في منشور على وسائل التواصل الاجتماعي موقعة في 11 مارس إنها جربت أحيانا التحرير كونها مصورة هاوية واعتذرت "عن أي ارتباك". وقال قصر كنسينغتون في لندن إنه لن ينشر الصورة غير المحررة. وقالت مصادر ملكية إن الصورة لم يكن المقصود منها أن تكون صورة احترافية مما يشير إلى أن التعديلات كانت طفيفة. في وقت لاحق من ذلك اليوم شوهدت كاثرين وهي تغادر وندسور في السيارة مع ويليام. كانت الأخيرة تحضر قداس يوم الكومنولث في لندن بينما كان من المفهوم أن لدى كاثرين موعدا خاصا.
على الرغم من التغطية الإعلامية الواسعة ربما لم تكن هذه هي المرة الأولى التي تنشر فيها العائلة المالكة صورة تم التلاعب بها. تشمل الأمثلة التاريخية صورة هنري الثامن مع جين سيمور وابنهما المراهق إدوارد السادس (توفيت جين بعد أسبوعين من ولادة إدوارد) والعديد من الصور المعدلة للملكة فيكتوريا. كانت هناك مزاعم بأن صورة الملكة إليزابيث مع العديد من أحفادها والتي التقطتها كاثرين مرة أخرى في بالمورال كانت عبارة عن مركب من عدة صور مختلفة. كانت كاثرين راعية الجمعية الملكية للتصوير الفوتوغرافي منذ يونيو 2019 ووصفت نفسها سابقا بأنها "مصورة هاوية متحمسة". ألقى مكتب الصور التابع لصحيفة ذا أوبزرفر بظلال من الشك على الصورة الملكية لعام 2022.

### التناقضات المبلغ عنها
في قرارها الأصلي بتلفيق الصورة لاحظت وكالة أسوشيتد برس "عدم الاتساق في محاذاة اليد اليسرى للأميرة شارلوت". كان كم سترتها منحرفا ويبدو أن جزءا من الكم مفقود تاركا الكفة منفصلة عن السترة.
تم الإبلاغ عن العديد من التناقضات الأخرى لاحقا عبر الإنترنت ومن خلال وسائل الإعلام. على سبيل المثال تم وضع أصابع الأمير لويس بشكل غريب وظهرت أوراق الأشجار في الخلفية باللون الأخضر بشكل غير عادي لهذا الموسم. كانت يد كاثرين اليمنى غير واضحة في حين أن سترة لويس التي كانت تستقر عليها لم تكن كذلك. يبدو أن النمط الموجود على كنزات جورج ولويس قد تغير. وشملت التمويهات الأخرى شعر كاثرين وركبة شارلوت عند حدودها مع الخلفية. يبدو أن سحاب كاثرين كان منحرفا وكان هناك محاذاة غير صحيحة في قاعدة الباب الخشبي في الخلفية. وفي غرابة منفصلة أشار المحللون إلى أن كاثرين لم تكن ترتدي خاتم خطوبتها أو خاتم زفافها.

### تحليل الصور
وفقا لهاني فريد الأستاذ المتخصص في تحليل الصور يمكن تفسير التناقضات من خلال ضعف التحرير اليدوي للصور أو ضعف معالجة الكاميرا أو سوء تركيب الصور الملتقطة بتتابع سريع. لم يجد فريد أي دليل على أن الصورة تم إنشاؤها بواسطة الذكاء الاصطناعي أو أن وجه كاثرين تم تركيبه على وجه عارضة الأزياء.
علق العديد من المتخصصين في تحرير الصور الفوتوغرافية بأن الصورة قد تم التلاعب بها بشكل واضح بطريقة الهواة. اقترح تحليل البيانات الوصفية للصورة التي وزعتها شركة رابطة الصحافة للإعلام أنه تم حفظها مرتين على أدوبي فوتوشوب باستخدام كمبيوتر أبل ماك على الرغم من أنه لم يكن من الواضح ما إذا كانت على نفس الجهاز. تم حفظ الملف في الساعة 21:54 بتوقيت غرينيتش يوم 8 مارس والساعة 09:39 بتوقيت جرينتش يوم 9 مارس. تم التقاط الصورة الأولية بفتحة f / 3.2 مع سرعة الغالق 1/125 مما يعطي عمق مجال ضحل إلى حد ما. لذلك وفقا لتحليل أجرته صحيفة الغارديان من المحتمل أنه تم استخدام إطارات متعددة لتركيب نتيجة أكثر وضوحا. إن معرفة المكان الذي يجب أن تكون فيه الصورة الأولية خارج نطاق التركيز مكن العاملين في الصحيفة من التعرف على 20 شذوذا في الصورة الموزعة.

## ردود الفعل وزيادة التكهنات
وُصفت الصورة بأنها ذروة التكهنات المتزايدة والحافز لنشرها من قبل وسائل الإعلام الرئيسية. علق كاتب السيرة الملكية هوغو فيكرز أنه بدلا من طمأنة الجمهور فإن الكارثة "فعلت العكس تماما". شارك خبير العائلة المالكة ريتشارد فيتزويليامز نفس الرأي ووصف الكارثة بأنها "وظيفة علاقات عامة متقلبة وليست أي شيء شرير بشكل خاص". قال مارك بوركوفسكي خبير العلاقات العامة إن القصر يجب أن ينشر الصورة غير المحررة لسحق الشائعات وهي دعوة رددتها جمعية المصورين الصحفيين البريطانيين. وذكرت سي إن بي سي أنه تمت كتابة 276 ألف مقال عن كاثرين منذ بداية عام 2024 أي ما يقرب من ثلاثة أضعاف عدد المقالات المكتوبة عن الرئيس الأمريكي جو بايدن والرئيس السابق دونالد ترامب مجتمعين.
بالنسبة للعديد من المعلقين أثار الجدل تساؤلات حول الثقة في العائلة المالكة وشفافيتها مع المخاوف ذات الصلة بالمناقشات حول المعلومات المضللة. في 14 مارس قال فيل شيتويند مدير الأخبار العالمية لوكالة فرانس برس إن الجدل أثار "قضايا رئيسية" فيما يتعلق بعلاقة الوكالة مع قصر كنسينغتون الذي ستتم مراجعة إنتاجه المستقبلي بدقة قبل النشر. قال تشيتويند إن القصر "ليس على الإطلاق" مصدرا موثوقا به وأن إشعارات التلفيق الصادرة كانت أكثر نموذجية للصور الفوتوغرافية من وكالات الأنباء الحكومية في كوريا الشمالية وإيران.
جادل المعلقون المؤيدون لكاثرين بأن قصر كنسينغتون جعلها كبش فداء لتحمل المسؤولية حيث تم تحويل جسدها إلى سلعة للاستهلاك العام. وردا على سؤال حول هذه التكهنات في مقابلة الأحد مع لورا كوينسبيرج قال تشارلز سبنسر إيرل سبنسر شقيق ديانا أميرة ويلز إنه "يشعر بالقلق بشأن ما حدث للحقيقة" لكن التكهنات "كانت أكثر خطورة"من وقت وفاة ديانا. كتب الصحفي تيم ستانلي في صحيفة ديلي تلغراف أن النظام الملكي كان مقيدا بمعايير مستحيلة واصفا كاثرين بأنها "جيدة جدا بالنسبة لبريطانيا الصغيرة ذات الروح الشريرة".
عند استطلاع رد القصر أفاد استطلاع أجرته شركة يوجوف أن 49% من الجمهور البريطاني يعتقد أنه تم الكشف عن الكمية الصحيحة من المعلومات بينما قال 20% أنها كانت قليلة جدا وبعد أسبوع قال ثلث المشاركين في الاستطلاع ذلك أيضا. ولم يتم الكشف عن تفاصيل تذكر.
دفع هذا الجدل الميمات على الإنترنت إلى التكهن بمكان وجود كاثرين أو السخرية من إدارة العائلة المالكة لهذه التكهنات. نشرت المجلة الساخرة برايفت آي غلافا ساخرا يظهر فيه الأمير أندرو مدرجا في الصورة المحررة. في مؤتمر صحفي في البيت الأبيض سُئلت السكرتيرة الصحفية كارين جان بيير عما إذا كان البيت الأبيض قد قام بتعديل صور الرئيس أو نائب الرئيس رقميا في إشارة إلى الجدل. في هولندا عندما أخبرت فتاة الملك ويليم ألكسندر أنها شاهدت صورة له مع عائلته رد الملك مازحا: "حقا؟ على الأقل لم أقم ببرنامج الفوتوشوب".

## فيديو متجر مزرعة وندسور
في عطلة نهاية الأسبوع يوم 16 مارس أفاد أحد أفراد الجمهور أنه رأى كاثرين تتسوق في متجر مزرعة وندسور مع زوجها ولكن بدون أطفالهما. بحلول مساء يوم 18 مارس ظهرت لقطات فيديو لزيارة التسوق الخاصة بها على قناة توك تي في تم تصويرها من قبل أحد أفراد الجمهور. وذكر مصور الفيديو أن كاثرين "بدت سعيدة ومرتاحة" مضيفة أنها بدت أيضا "سعيدة لمجرد أنها تمكنت من الذهاب إلى متجر والاختلاط".
نشرت تي ام زي الفيديو في 18 مارس جنبا إلى جنب مع البيانات الوصفية المقابلة للملف والتي ذكرت أن الفيديو تم تصويره في 16 مارس. رفض كل من قصر كنسينغتون في لندن ومتجر مزرعة وندسور تأكيد أو نفي صحة الفيديو. أثارت بعض المنافذ الشكوك في البداية والتي أشارت إلى ظهور زينة عيد الميلاد خارج الموسم في خلفية الفيديو. لم تعتبر صحيفة واشنطن بوست البيانات الوصفية المنشورة بمثابة تأكيد مطلق مع الإشارة إلى المنافذ التي تشير إلى أنه يمكن تعديل البيانات الوصفية الموجودة على الأيفون بسهولة في تطبيق الصور الأصلي. ومع ذلك فقد ربطوا صورة لمتجر المزرعة بتاريخ 18 مارس وقامت صحيفة التلغراف بزيارة الموقع ويؤكد كلاهما وجود الهياكل المزخرفة الشبيهة بالسقيفة التي شوهدت في الفيديو.

## التأثير وتراجع التخمينات

### خرق بيانات السجلات الطبية المزعومة
في 19 مارس 2024 أصدر مكتب مفوض المعلومات بيانا قال فيه: "يمكننا أن نؤكد أننا تلقينا تقريرا عن الانتهاك ونقوم بتقييم المعلومات المقدمة". ويعتقد أن عيادة لندن قد اتصلت بقصر كنسينغتون في لندن لتوضيح الأمر. أبلغهم بالانتهاك المزعوم الذي يُعتقد أنه مرتبط بالسجلات والملاحظات الصحية الشخصية لكاثرين. يقول موقع العيادة على الويب: "نحن نسمح فقط بالوصول إلى أولئك الذين لديهم سلطة أو سبب مشروع للوصول إلى معلوماتك [الشخصية]". وقد تم علاج اثنين على الأقل من كبار أفراد العائلة المالكة في العيادة في أوائل عام 2024. وأصدرت العيادة بيانا في 20 مارس مفاده أنه إذا ثبت أن موظفيها مسؤولون عن الانتهاك فستكون هناك خطوات تأديبية يجب اتباعها. وورد أن ثلاثة من الموظفين يخضعون للتحقيق.

### نظريات المؤامرة غير الموثقة التي أقرتها شخصيات بارزة
طور أحد كبار محرري وسائل التواصل الاجتماعي في ديلي ميرور نظرية مؤامرة مفادها أن غلاف مجلة فوغ لعام 2016 الخاص بكاثرين قد تم استخدامه في صورة عيد الأم التي تم التلاعب بها. جذبت هذه النظرية 49 مليون مشاهدة ورفضها خبير التضليل ألين هيغينز ووصفها بأنها "سخيفة".
على الرغم من أن فيديو متجر المزرعة تسبب في تراجع نظريات المؤامرة بشكل كبير إلا أنه لم يؤثر على المخاوف المتعلقة بصحتها. نظرية مؤامرة تدعي أن موضوع الفيديو لم يكن كاثرين ولكن في الواقع تم الترويج لها من قبل مضيف التلفزيون الأمريكي آندي كوهين في منشور على إكس قائلا "هذه ليست كيت" ومذيعة بي بي سي الرياضية سونيا ماكلوغلان. وذكرت بي بي سي نيوز أنه لا يوجد دليل يدعم هذه النظرية وقالت تيك توك إنها تقلل بشكل فعال من انتشار نظريات المؤامرة غير المؤكدة حول العائلة المالكة.

### تأثير أوسع على النظام الملكي
منذ وفاة الملكة إليزابيث الثانية وصل الدعم للنظام الملكي إلى مستوى قياسي منخفض. استخدم منتقدو النظام الملكي غياب كاثرين والصورة التي تم التلاعب بها لتسليط الضوء على القضية الأوسع المتمثلة في سرية العائلة المالكة. كما سمح للمجموعات المختلفة المناهضة للملكية بالتعاون لمناقشة غياب كاثرين. قال الرئيس التنفيذي لمجموعة الضغط الجمهوري جراهام سميث إن هذا "يظهر تجاهلا عاما للجمهور" ويقول إنه "أضر بسمعتهم بشكل كبير". وقد سلط آخرون الضوء على ذلك كمثال على كون العائلة المالكة غير جديرة بالثقة بشكل أساسي.
وقد علق المعلقون على التزام العائلة المالكة باستراتيجية عدم الشكوى مطلقا وعدم شرح الحد الأدنى من استراتيجية الإفصاح. وفقا لإ. ج. ديكسون من رولينغ ستون كشف الجدل عن أسئلة أوسع حول أهمية النظام الملكي واتساقه ونزاهته. في رأيها فإن افتقار القصر إلى الشفافية والمساءلة يعتبر غير كاف نظرا للتغطية الدولية الواسعة. وقد جادل المعلقون بأن التزامهم بالاستراتيجية لم يؤدي إلا إلى تفاقم المشكلة. وعلاوة على ذلك فقد زُعم أن هذه الاستراتيجية لم تعد مستدامة في عصر المعلومات.
أجرى الصحفيان تانيا جولد وكاميلا كافنديش مقارنات مع تراجع الملكة فيكتوريا عن الظهور العام بعد وفاة الأمير ألبرت مشيرين إلى أن الدعم للنظام الملكي تضاءل ثم تعافى عند عودتها. عكس العديد من المعلقين قول إليزابيث الثانية بأن العائلة المالكة "يجب أن يُنظر إليها على أنها تصدق". قالت كاتبة السيرة الملكية سالي بيديل سميث إن "هناك الكثير من عدم اليقين الذي يحيط بالنظام الملكي في الوقت الحالي". ناقش المعلقون أيضا العلاقة بين خصوصية العائلة المالكة وواجباتهم الاحتفالية.
أظهر استطلاع أجرته مؤسسة يوجوف في الفترة من 15 إلى 17 مارس أن نصف البريطانيين شاهدوا نظريات المؤامرة على وسائل التواصل الاجتماعي. وقال 68% من المشاركين أن الجدل لم يؤثر على رأيهم في كاثرين.